# Powerball (naprava)
Powerball je produkt razvoja NASA vesoljske agencije. Zaradi breztežnostnega prostora v vesolju, kjer ni gravitacije, so vaje z normalnimi vadbenimi sredstvi brez učinka, deluje na enakem principu kot giroskop. Rumena sredica se lahko zelo hitro vrti okrog svoje osi. Vrtenje centralnega dela krogle, ki ustvarja fizikalno pogojene sile, vzbudite s premikanjem zapestja.
Gibi zapestja povzročijo hitro vrtenje sredice krogle, tudi do 13.000 obratov na minuto, to pa ustvarja silo približno 180N (sila, ki jo na Zemlji povzroči utež z maso 18 kg), uporabniku da občutek kot, da v roki držite 18 kg utež.
Trenuten rekord v hitrostnem vrtenju Powerballa je 16.000 obratov